# XBP1
XBP1 (англ. X-box binding protein 1) – білок, який кодується однойменним геном, розташованим у людей на короткому плечі 22-ї хромосоми. Довжина поліпептидного ланцюга білка становить 261 амінокислот, а молекулярна маса — 28 695.
| 10         |  | 20         |  | 30         |  | 40         |  | 50         |
| ---------- |  | ---------- |  | ---------- |  | ---------- |  | ---------- |
| MVVVAAAPNP |  | ADGTPKVLLL |  | SGQPASAAGA |  | PAGQALPLMV |  | PAQRGASPEA |
| ASGGLPQARK |  | RQRLTHLSPE |  | EKALRRKLKN |  | RVAAQTARDR |  | KKARMSELEQ |
| QVVDLEEENQ |  | KLLLENQLLR |  | EKTHGLVVEN |  | QELRQRLGMD |  | ALVAEEEAEA |
| KGNEVRPVAG |  | SAESAALRLR |  | APLQQVQAQL |  | SPLQNISPWI |  | LAVLTLQIQS |
| LISCWAFWTT |  | WTQSCSSNAL |  | PQSLPAWRSS |  | QRSTQKDPVP |  | YQPPFLCQWG |
| RHQPSWKPLM |  | N          |  |            |  |            |  |            |

A: Аланін

C: Цистеїн

D: Аспарагінова кислота

E: Глутамінова кислота

F: Фенілаланін

G: Гліцин

H: Гістидин

I: Ізолейцин

K: Лізин

L: Лейцин

M: Метіонін

N: Аспарагін

P: Пролін

Q: Глутамін

R: Аргінін

S: Серин

T: Треонін

V: Валін

W: Триптофан

Кодований геном білок за функціями належить до активаторів, білків розвитку, фосфопротеїнів. 
Задіяний у таких біологічних процесах, як апоптоз, відповідь на стрес, транскрипція, регуляція транскрипції, метаболізм ліпідів, транспорт, транспорт білків, відповідь на порушення конформації білку, ангіогенез, автофагія, біосинтез ліпідів, диференціація клітин, міогенез, ацетилювання, альтернативний сплайсинг. 
Білок має сайт для зв'язування з ДНК. 
Локалізований у цитоплазмі, ядрі, мембрані, ендоплазматичному ретикулумі.